# Esther Shalev-Gerz
Esther Shalev-Gerz (* 1948 in Vilnius, Litauische SSR) ist eine Fotografin, Konzept- und Videokünstlerin. Shalev-Gerz hat an zahlreichen Kunsthochschulen in Europa, Australien und den USA unterrichtet. Sie lebt in Paris (Frankreich).

## Biografie
Esther Shalev-Gerz wurde in Wilna (Litauen) geboren. Im Jahr 1957 wanderte sie mit ihrer Familie nach Jerusalem aus. Dort studierte sie von 1975 bis 1979 Bildende Kunst an der Bezalel Academy of Arts and Design und erlangte dort einen Bachelor of Fine Arts. 1980/81 verbrachte sie in New York. Seit 1981 beteiligt sie sich an Gemeinschaftsausstellungen, unter anderem im Jerusalemer Israeli Museum und im Tel Aviv Museum of Art. 1983 realisierte sie anlässlich des Tel Haï Contemporary Art Meetings mit der Dauerinstallation Oil on Stone in Tel Chai (Israel) ihre erste Arbeit im öffentlichen Raum. 1984 zog sie nach Paris, wo sie seitdem hauptsächlich lebt, und begann an verschiedenen Projekten in Europa und Kanada zu arbeiten.
1990 erhielt sie ein Künstlerstipendium des DAAD und ging für ein Jahr nach Berlin. 2002 verbrachte sie in der Künstlerresidenz IASPIS in Stockholm. Von 2003 bis 2015 lehrte sie als Professorin an der Kunsthochschule Valand. Von Februar bis Juni 2010 wurden im Rahmen ihrer Ausstellung Ton image me regarde ?!, (Dein Bild sieht mich an?!) in der Pariser Galerie nationale du Jeu de Paume erstmals 10 ihrer Arbeiten gemeinsam gezeigt. Im selben Jahr erhielt sie ein dreijähriges projektgebundenes Stipendium des schwedischen Wissenschaftsrats (Vetenskapsrådet) für ihr Projekt Trust and the Unfolding Dialogue im Feld der künstlerischen Forschung (artistic research).

## Werk
Die Künstlerin problematisiert in ihren Arbeiten die sich immer neu formende Konstruktion des Verhältnisses zwischen Erlebtem und dessen Erzählung und analysiert den Begriff des Porträts, den sie als mögliche Reflexion einer Person, eines Ortes oder eines Ereignisses versteht. Ihre Werke fokussieren die zahlreichen Facetten und die Heterogenität kollektiver Erinnerung. Die Entwicklung ihrer Installationen, Fotografien, Videos und Arbeiten im öffentlichen Raum geschieht stets in einem andauernden Dialog mit den am Projekt beteiligten Personen, deren Mitwirkung den Akzent setzt: Durch ihre persönlichen Erinnerungen, Geschichten, Worte, Erlebnisse, aber auch durch ihr Schweigen gewinnen die Arbeiten an Form und Inhalt. So sind die Werke der Künstlerin eine permanente Untersuchung verschiedener Zeitlichkeiten, vorläufiger Raumkonstrukte und wechselnder Identitäten, Orte und Geschichten, die unser Verständnis sozialer Funktionen sowie der Bedeutung künstlerischer Praxis kritisch hinterfragen. In einem Text mit dem Titel „Die andauernde Bewegung der Erinnerung“ beschreibt Shalev-Gerz ihre Vorgehensweise wie folgt: „In meinen Arbeiten im öffentlichen Raum wird ein Ort konstruiert, an dem eine Erinnerung durch Teilnahme aktiviert wird, das heißt, jener Moment ist entscheidend, in dem der Betrachter zum Teilnehmer wird, in dem er zum Beispiel seinen Namen schreibt, seine Stimme erhebt oder sein Foto einschickt. Durch die Spuren, die durch diese Handlungen entstehen, behalten die Teilnehmer eine Erinnerung an ihr eigenes Mitwirken an dem Realisierungsprozess der künstlerischen Arbeit, die dadurch sogleich Zeuge ihrer Verantwortung für ihre Zeit wird.“
In einem Interview mit der Direktorin des Jeu de Paume, Marta Gili, fügt Shalev-Gerz hinzu:

„Ich versuche, in denjenigen Raum, der sich zwischen dem Zuhören und dem Sagen öffnet, einzusteigen, um aus der Diskurslogik herauszutreten, also um einen anderen Raum zu erreichen bzw. einen solchen mit künstlerischen Mitteln zu produzieren. Es handelt sich um eine Art „Montrage“ einer Intelligibilität des Sinnlichen [Jacques Rancière] oder einer anderen Erinnerung als jene, die sich durch Worte oder Begriffe konstruiert, eine Erinnerung, die sich durch den Körper zieht, die von einem Blick erfasst wird.“

„Als Künstlerin ist es mir sehr wichtig, Vertrauen in die Teilnehmer zu haben, die ich als mir gleichgestellt wahrnehme, und deren Mitwirkung ein wesentliches Element des Projektes ist. Ich glaube, das ist, was mir erlaubt, eine Arbeit zu produzieren: das Vertrauen in die Intelligenz meines Gegenübers.“

In seinem Text „Das Bild des Anderen“, der im Ausstellungskatalog zu „Geht Dein Bild mich an?“ erschienen ist, schreibt Ulrich Krempel:

„Eines ist gewiss: Nur das Reden und das Zuhören, das Weitertragen von Erlebtem, von Bildern, von berührenden Blicken und Augen-Blicken kann uns zu dem Punkt bringen, wo Erinnerung gestaltende Kraft bekommt. Wie Walter Benjamin es formuliert hat: „Geschichte ist wie ein Text, in den die Vergangenheit Bilder eingelagert hat.“ Es gilt, das zu entwickeln, das zum Material unserer Gegenwart zu machen, was uns die Erinnerungsarbeit liefern kann – an Vorlagen, an Aufforderung, an erregenden Sensationen für das Sehen und Denken.“

Jacques Rancière beschreibt die Arbeit der Künstlerin in seinem Text Die Arbeit des Bildes, der im Ausstellungskatalog von MenschenDinge sowie später im Katalog der Ausstellung im Jeu de Paume erschienen ist:

„Esther Shalev-Gerz bringt nicht Zeugen der Vergangenheit oder der Ferne zum Sprechen, sondern Forscher bei ihrer Arbeit im Hier und Jetzt. Sie läßt die, die aus der Ferne kommen, sowohl von der Gegenwart als auch von der Vergangenheit, sowohl vom Hier als auch vom Dort, sprechen. Sie bringt sie darüber zum Sprechen, wie sie das Verhältnis zwischen einem Ort und einem anderen, einer Zeit und einer anderen, gedacht und eingerichtet haben. Aber die Dispositive, die sie konstruiert, sind auch selbst solche, die ihre Worte dehnen, die sie der Darstellung der Bedingungen ihrer Aussprache und ihrem Zuhören unterwerfen.“

Mahnmal gegen Faschismus, Krieg, Gewalt, für Frieden und Menschenrechte – Harburg 1986
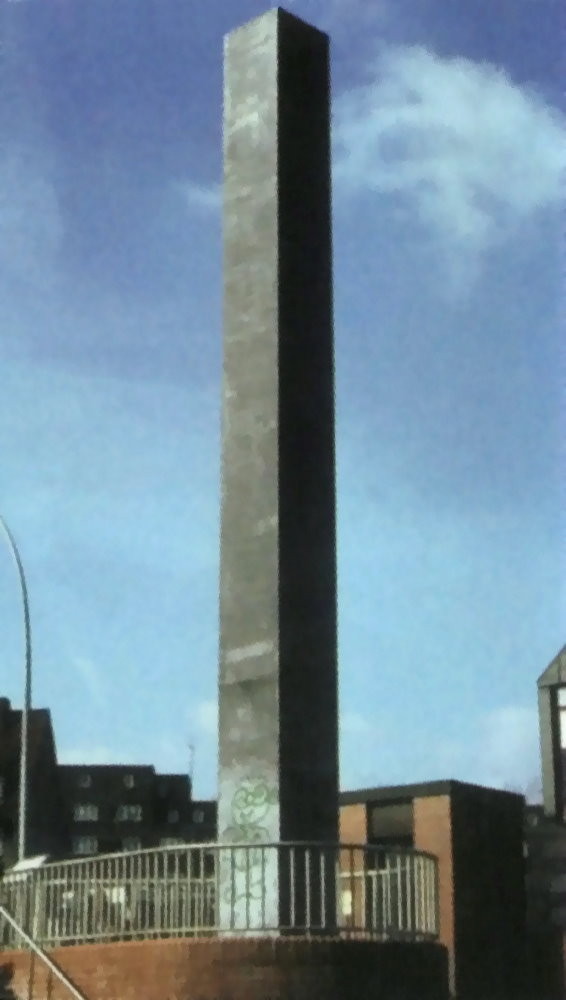
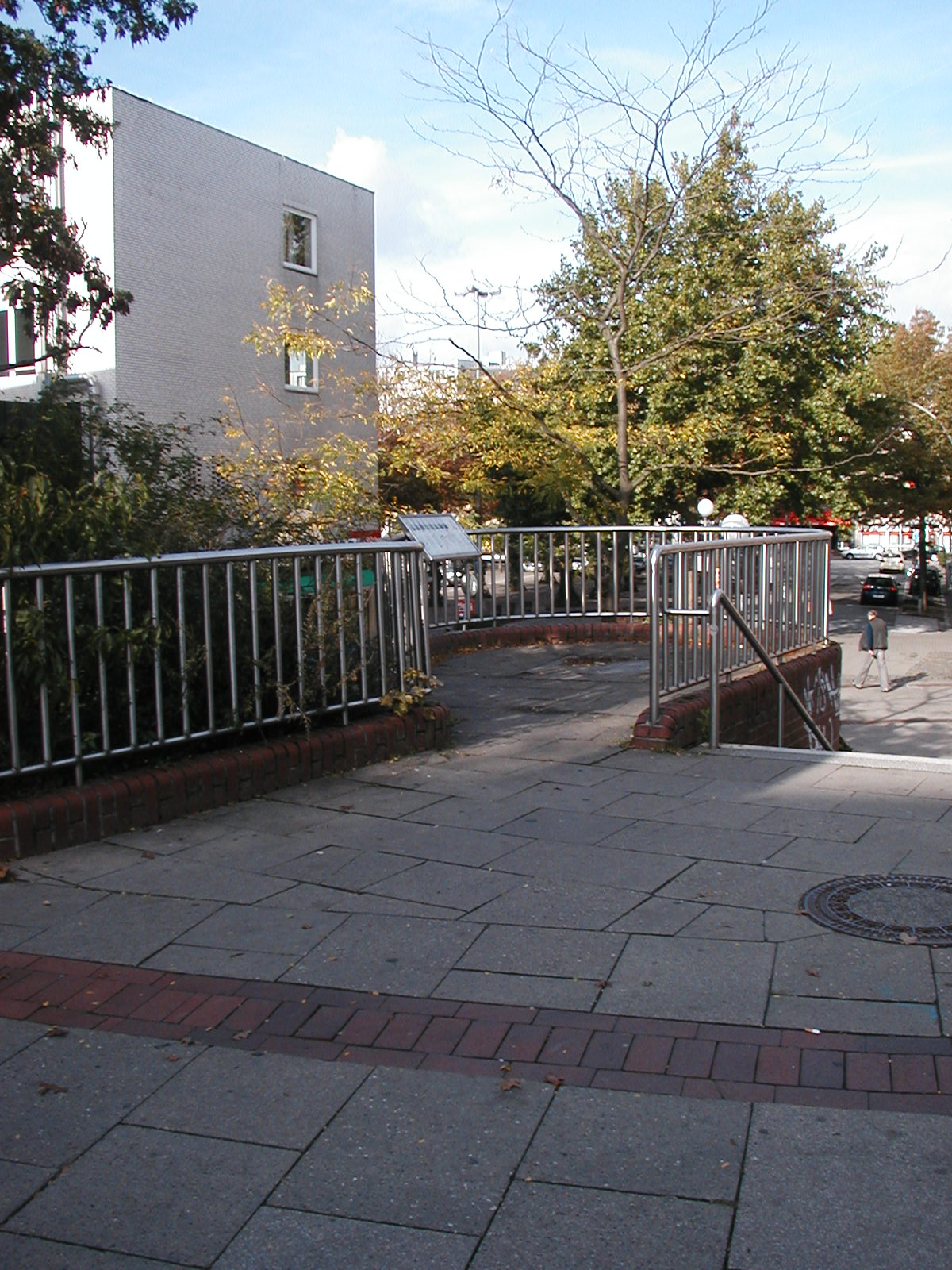
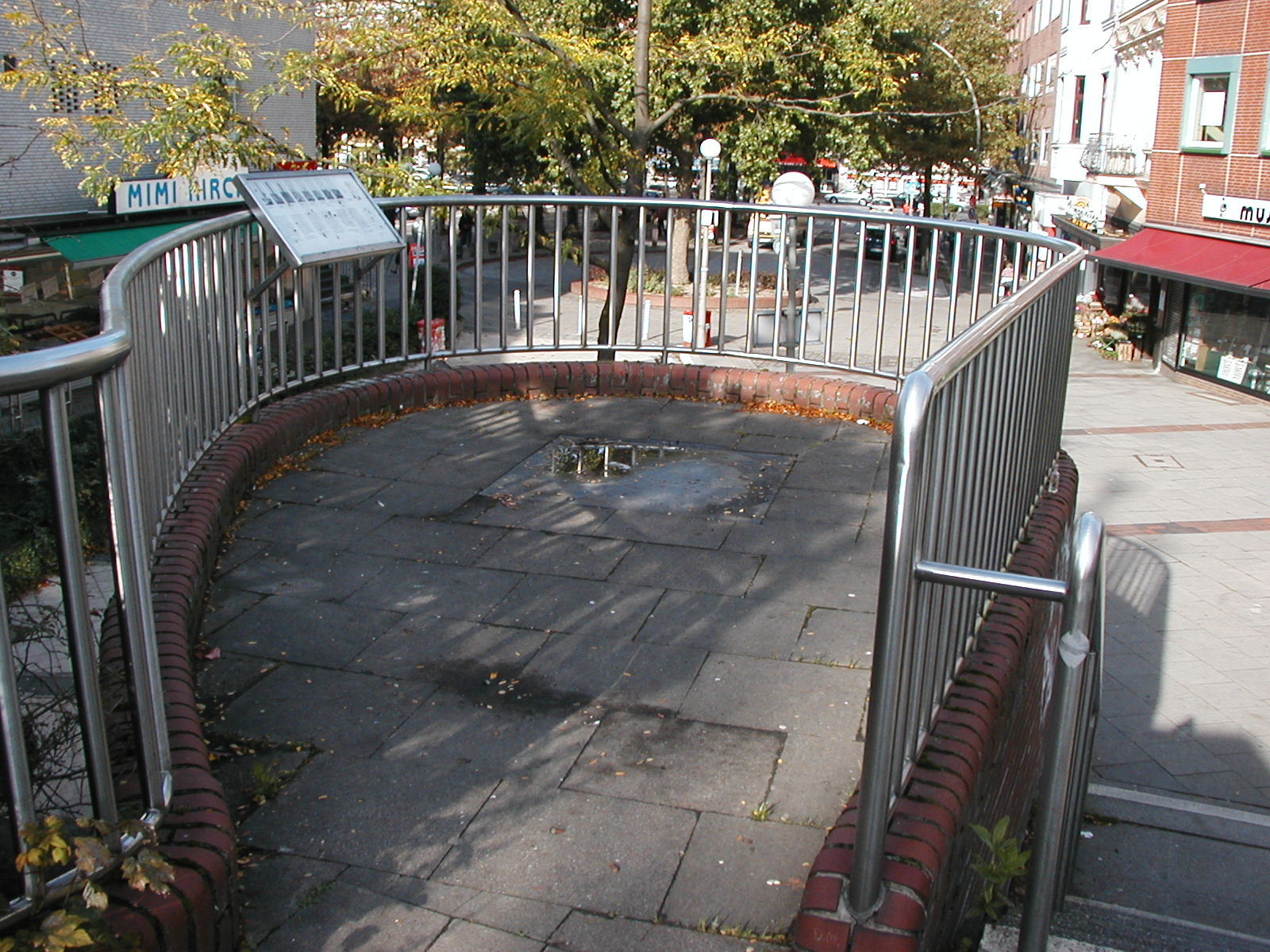
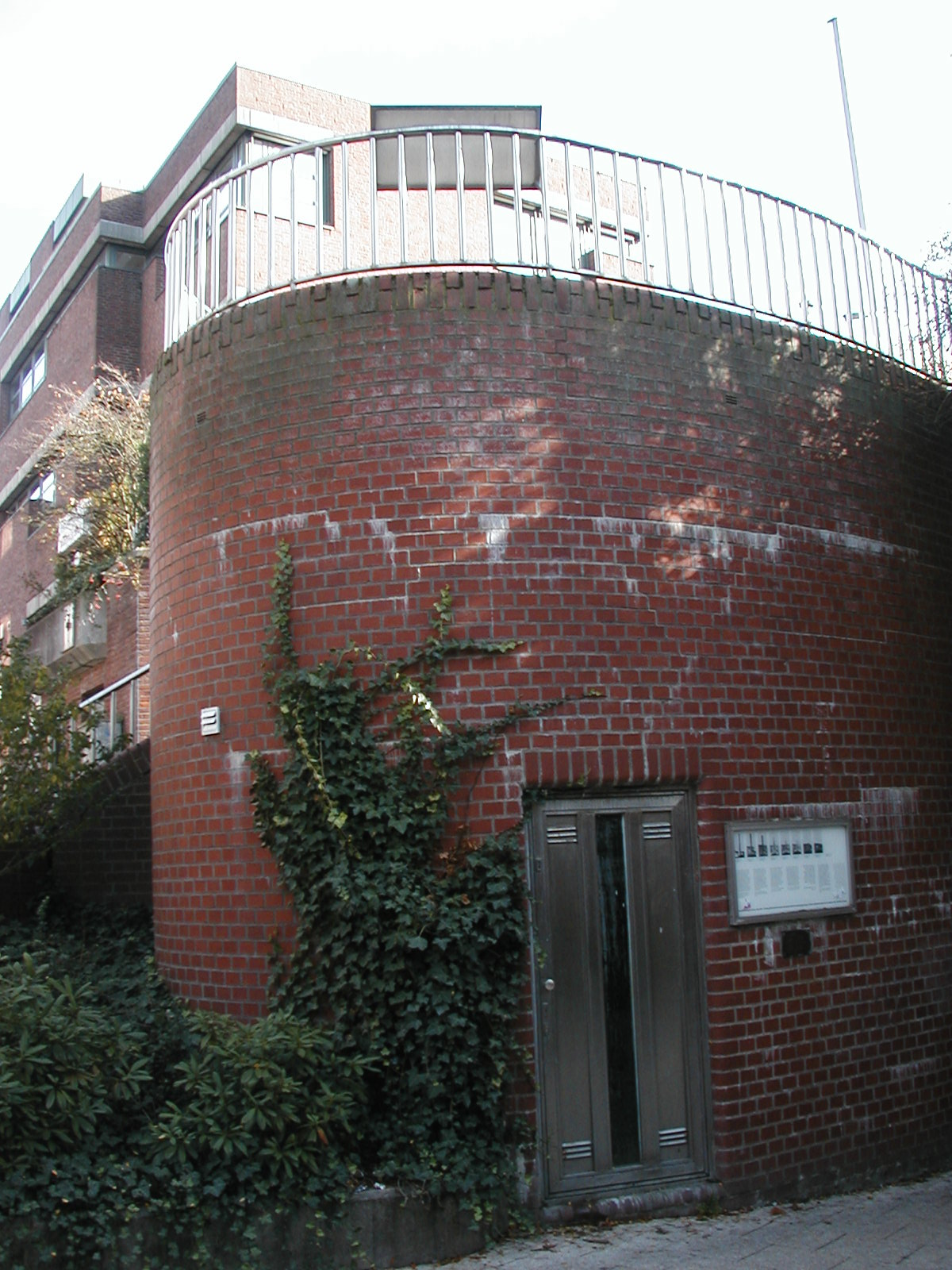
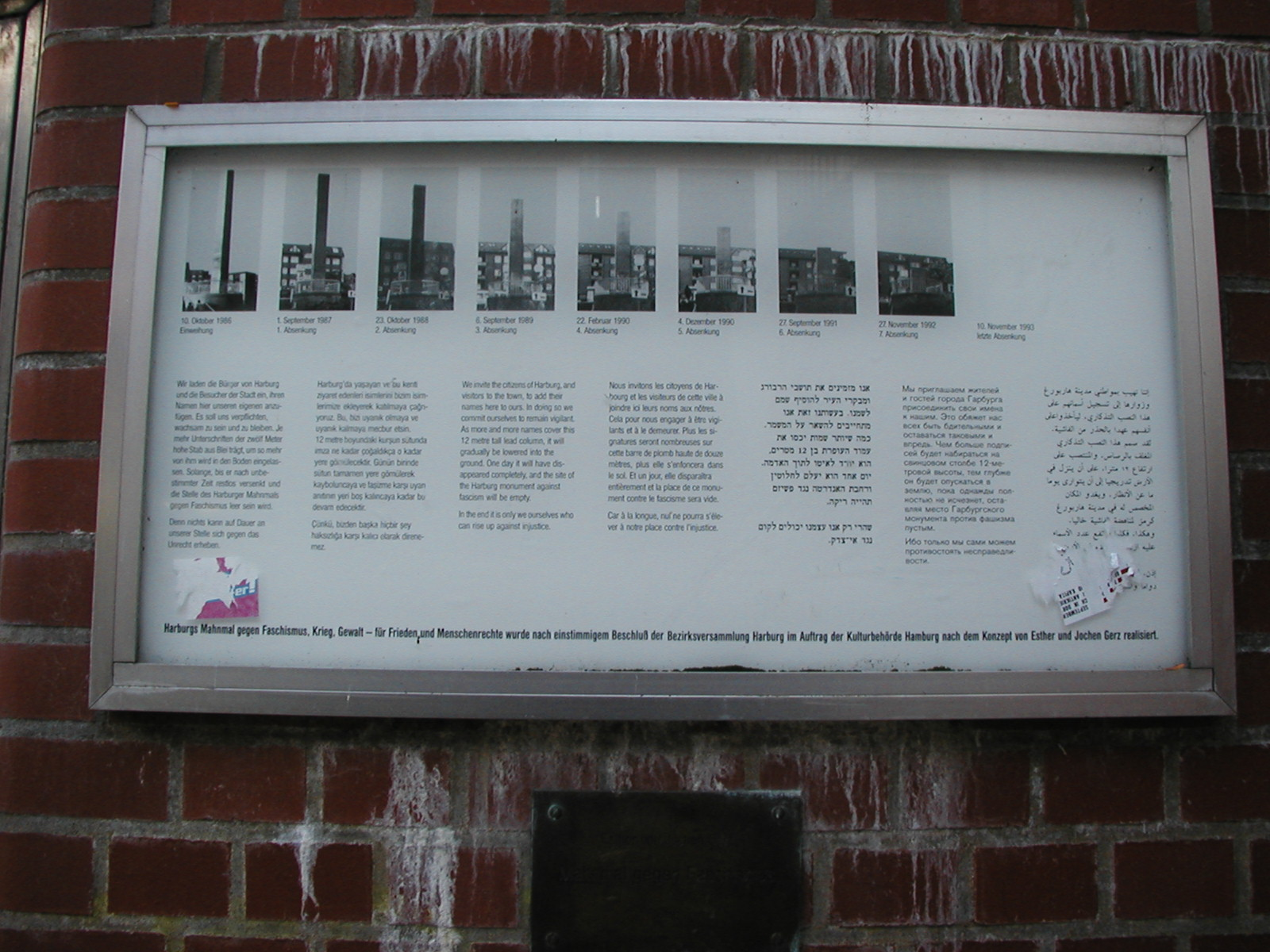

- Monument gegen den Faschismus, Hamburg/Harburg, 1986. Esther Shalev-Gerz realisiert gemeinsam mit Jochen Gerz diese Dauerinstallation, nachdem sie den diesbezüglichen Wettbewerb gewonnen hatten. Sie errichteten auf einem städtischen Platz eine mit Blei überzogene Säule und platzierten daneben vier Griffel und eine Tafel, auf der in sieben verschiedenen Sprachen (französisch, englisch, deutsch, russisch, türkisch, arabisch und hebräisch) zu lesen ist:

„Wir laden die Bürger von Harburg und die Besucher der Stadt ein, ihren Namen hier unseren eigenen anzufügen. Es soll uns verpflichten, wachsam zu sein und zu bleiben. Je mehr Unterschriften der zwölf Meter hohe Stab aus Blei trägt, um so mehr von ihm wird in den Boden eingelassen. Solange, bis er nach unbestimmter Zeit restlos versenkt und die Stelle des Harburger Mahnmals gegen den Faschismus leer sein wird. Denn nichts kann auf Dauer an unserer Stelle sich gegen das Unrecht erheben.“

Die Säule wurde zwischen 1986 und 1993 schrittweise in sieben Etappen in den Boden versenkt. Das einzige, was heute noch davon zu sehen ist, ist eine Bleitafel auf dem Boden sowie die Tafel mit dem Text und einige Fotos, die die einzelnen Etappen des Verschwindens dokumentieren.
- Erase the Past, (Lösche die Vergangenheit aus), Berlin, 1991. Während ihres Berlinaufenthalts im Jahr 1990 kurz nach dem Fall der Mauer erhielt Esther Shalev-Gerz ein Porträt von Erich Honecker, das auf der Straße verkauft wurde. Die Arbeit, die davon inspiriert ist, nimmt zwei verschiedenen Formen an: eine Diaserie und eine an ein Daumenkino angelehnte Künstlerpublikation. Auf zwei Bildern, die das gleiche Wohnzimmer zeigen, ist jeweils ein Porträt von Erich Honecker und Bertolt Brecht zu sehen. Bei schnellem Blättern behalten die beiden Porträts ihre Größe, während gleichzeitig in den Raum gezoomt wird (und sämtliche anderen Dimensionen sich verändern).

- Irréparable (Irreparabel), Musée de La Roche-Sur-Yon, 1996. Shalev-Gerz zeigt in ihrer ersten Einzelausstellung in Frankreich diese Fotoserie sowie Projektionen von 15 Diaserien (Juste un ciel / Nur ein Himmel, Hommage à Lucy Schwob und Mer de pierres / Ein Meer aus Steinen).

- Berliner Ermittlung, Berlin, 1998. Diese in Zusammenarbeit mit Jochen Gerz entstandene Arbeit ist eine Interpretation des von Peter Weiss 1965 geschriebenen Theaterstücks Die Ermittlung. Dieses setzt sich aus Aussagen der Opfer, Täter, Richter und Zeugen während der Auschwitzprosse zusammen. In der Fassung der Künstler sind die konventionellen Unterscheidungen zwischen Zeugen und Angeklagten aufgehoben. Das Stück wird hier nicht von Schauspielern, sondern von den Zuschauern gespielt. In jeder der fünf Aufführungen in drei Berliner Theatern – dem Hebbel-Theater, dem Berliner Ensemble und der Volksbühne am Rosa Luxemburg Platz – war der Saal ausverkauft. Den Ablauf gestaltete die Teilnehmer: Die Schauspieler, in ihrer Rolle als Moderatoren, forderten die Zuschauer auf, einzeln, in Gruppen, als Chor oder alle gemeinsam, Passagen des Textes zu rezitieren. So wurde jeder potentiell zum Akteur. Dieses Dispositif machte eine kontemplative, passive Haltung unmöglich. In einem ständig hell beleuchteten Saal förderte dieses Konzept die Produktion einer aktiven Erinnerung.

- Les portraits des histoires (Die Porträts der Geschichten), 1998 bis 2008. Esther Shalev-Gerz entwickelte für dieses Projekt eine Serie aus Videos und Filmen. In Aubervilliers im Norden von Paris, in Belzunce, einem Viertel Marseilles, in Skoghall in Schweden und in Sandwell in Großbritannien stellte sie den Projektteilnehmern folgende Frage: „Welche Geschichte muss man heute erzählen?“ Jeder der insgesamt über 200 Teilnehmer entschied sich für eine zu erzählende Geschichte sowie für den Ort, an dem er/sie gefilmt werden möchte und in welcher Position. Jede Installation wurde an ihrem Herstellungsort gezeigt. Sämtliche Interviews konnten 2008 in einer Ausstellung in Birmingham betrachtet werden.

- Unzertrennliche Engel: Das imaginäre Haus für Walter Benjamin, Weimar, 2000. Diese Installation besteht aus einem Video, das eine Taxifahrt der Künstlerin zwischen Weimar und Buchenwald zeigt, sowie aus einer Fotoserie und zwei Objekten: einem doppelten Stuhl ohne Rücklehne und einer Uhr mit zwei ineinander übergehenden Zifferblättern, deren Zeiger in entgegengesetzte Richtung laufen.[2]

- White Out: between listening and telling, Stockholm, 2002. Im Laufe ihrer Recherchen entdeckte Esther Shalev-Gerz zeitgleich, dass es in der Sprache der Lappen kein Wort für Krieg gibt und dass Schweden seit 200 Jahren in keinen Krieg involviert war. Zwei sich gegenüberstehende Leinwände zeigen dieselbe Frau: Asa Simma, die in Lappland im hohen Norden Schwedens aufgewachsen ist und mittlerweile in Schweden lebt. Der eine Filmausschnitt zeigt Asa Simma in ihrer Stockholmer Wohnung, wo sie von ihren Erfahrungen erzählt, der andere in der Landschaft ihres Geburtsortes, während sie ihren eigenen, in Stockholm aufgenommenen Worten zuhört.

- Geht Dein Bild mich an? 2002, Sprengel Museum, Hannover. In dieser Arbeit bringt Shalev-Gerz zwei Frauen zusammen, die während des Zweiten Weltkrieges räumlich nah beieinander waren. Eine der beiden, eine Deutsche, lebte in Hannover, 40 Kilometer vom Konzentrationslager Bergen-Belsen entfernt. Die andere, eine Polin, war in ebendiesem interniert. Auf einer Reihe von Fotos sowie auf vier Bildschirmen sieht man beide jeweils zweimal: während sie ihre eigene Geschichte erzählen und während sie der anderen Geschichte zuhören. Kennengelernt haben sich die zwei Frauen erst auf der Vernissage dieser Ausstellung.

- First Generation, 2004, Schweden. Für diese Dauerinstallation hat Shalev-Gerz die Gesichter von 34 Personen, die als Immigranten der ersten Generation nach Schweden kamen, in extremer Nahaufnahme gefilmt, während sie ihren eigenen Antworten auf folgende Fragen zuhörten: Was haben Sie verloren? Was haben Sie gefunden? Was haben Sie erhalten? Was haben Sie gegeben? Der auf die Außenfassade projizierte Film bleibt stumm, während beim Eintritt in das Gebäude die Stimmen der Teilnehmer hörbar werden.

- Entre l’écoute et la parole: Derniers témoins, Auschwitz 1945–2005 (Zwischen Zuhören und Sprechen: Letzte Zeugen, Auschwitz 1945–2005). Anlässlich des 60. Jahrestages der Befreiung des Konzentrationslagers Auschwitz-Birkenau realisierte Shalev-Gerz diese Arbeit für das Pariser Rathaus. In dessen großem Saal waren auf vier langen Tischen auf 60 kleinen DVD-Playern die Aussagen 60 Überlebender in voller Länge gezeigt. Parallel dazu wurde auf eine große Leinwand ein stummes Video-Triptychon projiziert. Auf jedem der drei Leinwände war dasselbe Video, mit einer 7-sekündlichen zeitlichen Verschiebung, zu sehen. Dieser Film in Zeitlupe erfasst die stillen Augenblicke der Aussagen, die zwischen der gestellten Frage und der Antwort darauf, zwischen einer Erinnerung und deren sprachlichen Ausdruck, entstanden sind.

- A Thread, Dauerinstallation, Castlemilk, im Norden von Glasgow. Von 2003 bis 2006 entwickelte Esther Shalev-Gerz ein Projekt in einem städtischen Park, dessen Teilnehmer zehn verschiedenen dort vertretenen Interessensgruppen angehören. Jede Gruppe wurde eingeladen, einen Standort und eine Blickrichtung innerhalb des Parks zu wählen. An dieser Stelle errichtete Shalev-Gerz eine runde Bank mit einer Schutzplane, deren Motiv in Zusammenarbeit mit den Teilnehmern entstanden ist. Gemeinsam ergeben die Bänke einen Rundgang durch den Park.

- MenschenDinge, 2006, Gedenkstätte des Konzentrationslagers Buchenwald. Für diese Arbeit bat Shalev-Gerz fünf Mitarbeiter der Gedenkstätte, über ihren Umgang mit auf dem Gelände gefundenen Objekten, die von den Insassen angefertigt oder verändert wurden, zu sprechen. Ein Archäologe, ein Historiker, eine Restauratorin, der Direktor der Gedenkstätte und eine Fotografin erzählen in den fünf entstandenen Videos die rekonstruierten oder imaginierten Geschichten dieser Objekte, während 25 Doppelfotografien sie in den Händen derjenigen Person, die sie ausgewählt hat, zeigen.

- Daedalus, 2006, Dublin. 24 Fotos von Häuserfassaden sind auf andere Gebäude aus demselben Quartier projiziert, nachdem die Besitzer der Häuser ihr Einverständnis gegeben haben, ebenso wie die Bewohner, die für die einmonatige Dauer des Projektes einen der großen Projektoren bei sich aufgenommen haben. Daraus entstand eine Serie aus Fotos in unterschiedlichen Formaten.

- The Place of Art, 2006, Schweden. «Wie würden Sie Kunst definieren?» und «Wo ist der Ort für Kunst?» waren die beiden Fragen, die Shalev-Gerz 38 Künstlern aus einem Vorort von Göteborg gestellt hatte. In einem Video sieht man sie in ihrem Zuhause, während sie ihren eigenen Antworten zuhören; dieser Film wurde in einem Einkaufszentrum projiziert. Vier andere Filme wurden in der 7 Kilometer entfernten Göteborger Kunsthalle ausgestellt; sie zeigen 3-D-Animationen, die ausgehend von den erhaltenen Antworten die Frage nach dem Ort für Kunst in Form imaginierter Räume präsentieren.

- Echoes in Memory, 2007, Maritime Museum, Greenwich, London. Diese Arbeit ist inspiriert von den Gerüchten und Geschichten – unter anderem bezüglich eines verschwundenen Gemäldes von Artemisia Gentelleschi, das einst als Deckengemälde im großen Saal zu sehen war – die die Mitarbeiter des Museums der Künstlerin erzählt haben. Die Arbeit besteht aus 2 HD-Videos, 24 i 3D-kreiertenBildern und einer Tonspur.

- Sound Machine, 2008, Schweden. Es handelt sich um ein Projekt über die Erinnerung von fünf Frauen, die in der örtlichen Webfabrik gearbeitet haben und zeitgleich schwanger waren. Shalev-Gerz befragte sie und ihre nun erwachsen gewordenen Töchter über ihre Erinnerung an den Fabriklärm. Die Installation besteht aus 2 synchronisierten HD-Projectionen und 6 mit Text bedruckten Leinwänden.[3]

- Still Film, 2009, Wilna. Eine Recherche der Künstlerin über das Haus, das ihre Mutter in deren Kindheit in Litauen bewohnt hat. Die Arbeit besteht aus 11 Fotografien, einem Text und einem Video.

- Open Book, 2009, Kanada. Diese Fotoserie erfasst den Moment, in dem Angestellte der Bibliothek ein ausgewähltes Buch aus der dem Publikum nicht zugänglichen Sektion präsentieren.

- D’eux, 2010. Es handelt sich um eine Video-Begegnung zweier in Paris lebender Philosophen: Rola Younes, eine junge Libanesin, die die Sprachen der Nachbarschaft (hebräisch, jiddisch, persisch etc.) lernt, um darüber einen Zugang zu deren Geschichte zu erlangen, und Jacques Rancière, der eine Passage aus einem von ihm geschriebenen Text über seinen intellektuellen Zugang zur Arbeiterschaft über deren Korrespondenzen liest. 2 HD-Projectionen, 12 Fotografien, 1 Tonspur.

- Der letzte Klick, 2010, Museum für Photographie, Braunschweig. Eine Fotoserie, die den Wanderungen eines Fotoapparates in den Räumlichkeiten der Fabrik von Rollei folgt, bevor diese ihrer Schließung wegen geräumt wird. Ein Video zeigt außerdem Besitzer von Rollei-Kameras, die berichten, was sie mit diesen erlebt haben.[4]

## Stipendien und Auszeichnungen
- 1990 Stipendium des DAAD
- 2002 IASPIS-Stipendium in Stockholm

## Bücher, Kataloge, Monografien
- Esther Shalev-Gerz, Der letzte Klick, Bulletin no 17, Museum für Photographie, Braunschweig, Deutschland, 2010
- Esther Shalev-Gerz, Jeu de Paume und Fage Éditions, Frankreich, 2010
- Still/Film, Kunstakademie Wilna, Litauen, 2009
- The Place of Art, Art monitor, Universität von Göteborg, Schweden, 2008
- The Thread, Aje Aje, in Zusammenarbeit mit CCA, Glasgow, Großbritannien, 2008
- MenschenDinge, Gedenkstätte Buchenwald, Deutschland, 2006
- First Generation, Multicultural Center, Fitja, Schweden, 2006
- Die Berliner Ermittlung von Jochen Gerz und Esther Shalev-Gerz in Theater als Öffentlicher Raum, Christel Weiler, Spielen in Auschwitz, in Theater der Zeit, Allemagne, 2005
- Daedal(us), Fire Station Artists’ Studios, Dublin, Irland, 2005
- Två installationer/Two Installations, Geschichtsmuseum, Stockholm, Schweden, 2002
- Geht dein Bild mich an?, Sprengel-Museum, Hannover, Deutschland, 2002
- Les Portraits des Histoires – Aubervilliers, Éditions ENSBA, Frankreich, 2000
- Les Portraits des Histoires – Belsunce, Éditions Images en Manœuvres, Marseille, Frankreich, 2000
- Die Berliner Ermittlung, Hebbel-Theater, Berlin, Deutschland, 1998 (mit J.G.)
- Raisons de sourire, Actes Sud, Arles, Frankreich, 1997 (mit J.G.)
- Irréparable, Musée de la Roche-sur-Yon, Frankreich, 1996
- Das 20. Jahrhundert, Klartext Verlag, Essen, Deutschland, 1996 (mit J.G.)
- Mahnmal gegen Faschismus, Cantz/Hatje Verlag Stuttgart, Deutschland, 1993 (mit Jochen Gerz)
- Erase the Past, DAAD, Berlin, Deutschland, 1991
- COPAN, Gallery Giovanna Minelli, Paris, Frankreich, 1990

## Werke in öffentlichen Sammlungen
- Skissernas Museum Lund (Schweden)
- Sprengel Museum Hannover (Deutschland)
- Collection d’art contemporain de la Ville de Marseille (Frankreich)
- Musée Henry Martin, Cahors (Frankreich)
- Musée Municipale de La Roche-sur-Yon (Frankreich)
- Gedenkstätte Buchenwald (Deutschland)
- Fondation Cartier (Frankreich)
- Maison Européenne de la Photographie Paris (Frankreich)
- Collection de la Fondation Hippocrene Paris (Frankreich)
- Fond Regional d’Art Contemporain de Bretagne (Frankreich)